# 협성대학교
협성대학교(協成大學校, Hyupsung University)는 대한민국의 경기도 화성시의 사립 대학이다.

## 연혁
1977년 4월 1일 감리교서울신학교(監理敎서울神學校)로 개교하였다. 1993년 2월 22일에는 협성신학대학교(協成神學大學校)로 명칭을 변경하였고, 마침내 1994년 9월 1일에 종합대학으로서 협성대학교로 명칭을 변경하였으며 협성대나 협대라는 약칭으로 불리기도 한다. 대한민국 민주교육의 기본이념과 기독교 정신을 기초로, 기독교대한감리회의 목회자와 유능한 인재를 양성하는 것이 창학이념이다.
2011년 교육과학기술부가 정부재정지원제한대학으로 선정한 바 있다.

## 교육편제

### 학부
협성대학교의 학부 과정은 신학대학, 인문사회과학대학, 경영대학, 이공대학, 예술대학 등 5개 단과대학 아래 1학부, 34학과, 4전공이 설치되어 있다.

### 대학원
협성대학교의 대학원은 일반 1개원, 특수 3개원으로 구성한다. 일반대학원의 경우 석사 5과정, 박사 5과정을 지원하고 있다. 특수대학원의 경우 신학대학원, 사회복지대학원, 교육대학원이 설립되어 있다.

## 캠퍼스 풍경

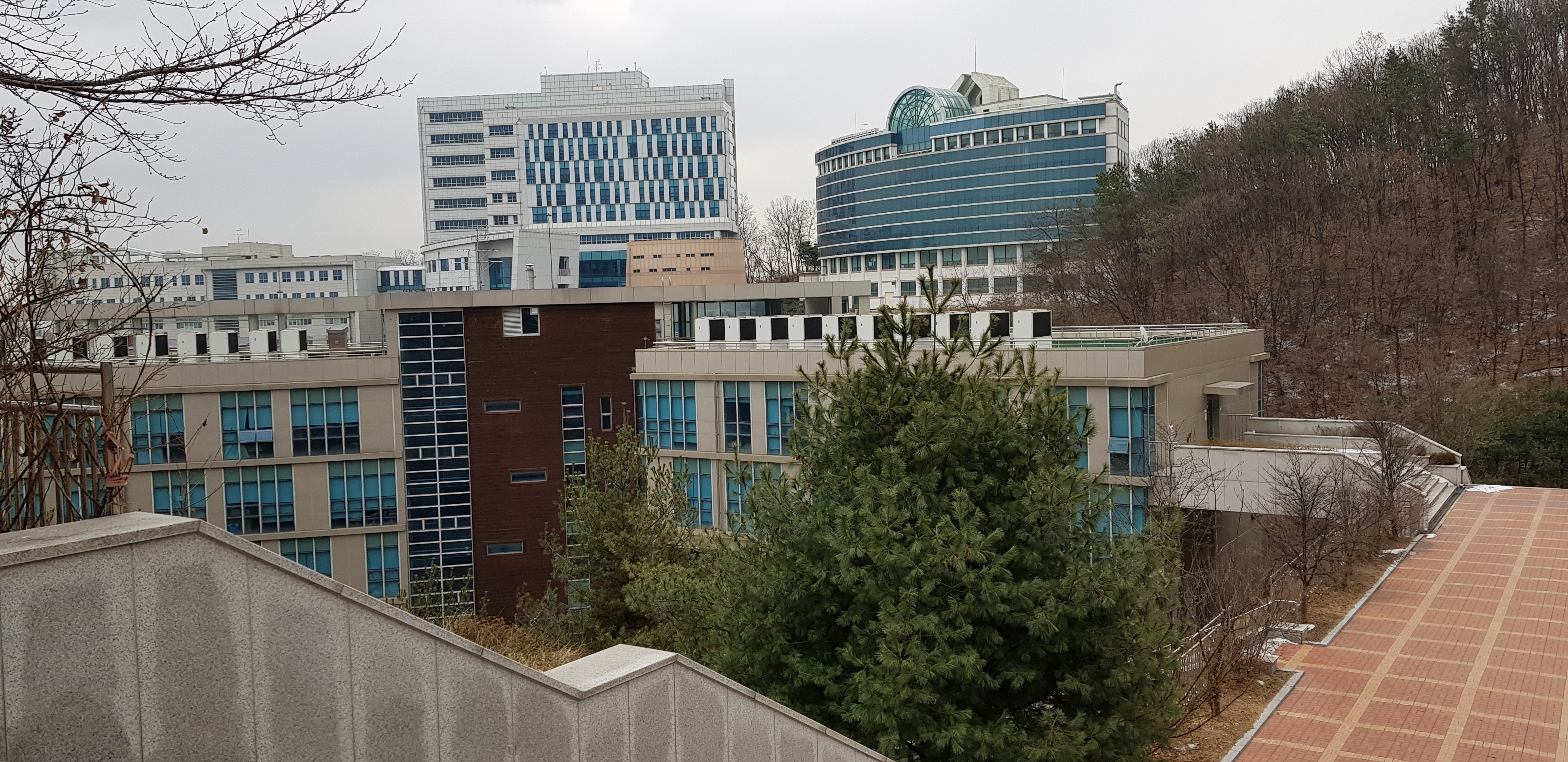
협성대학교 건축물

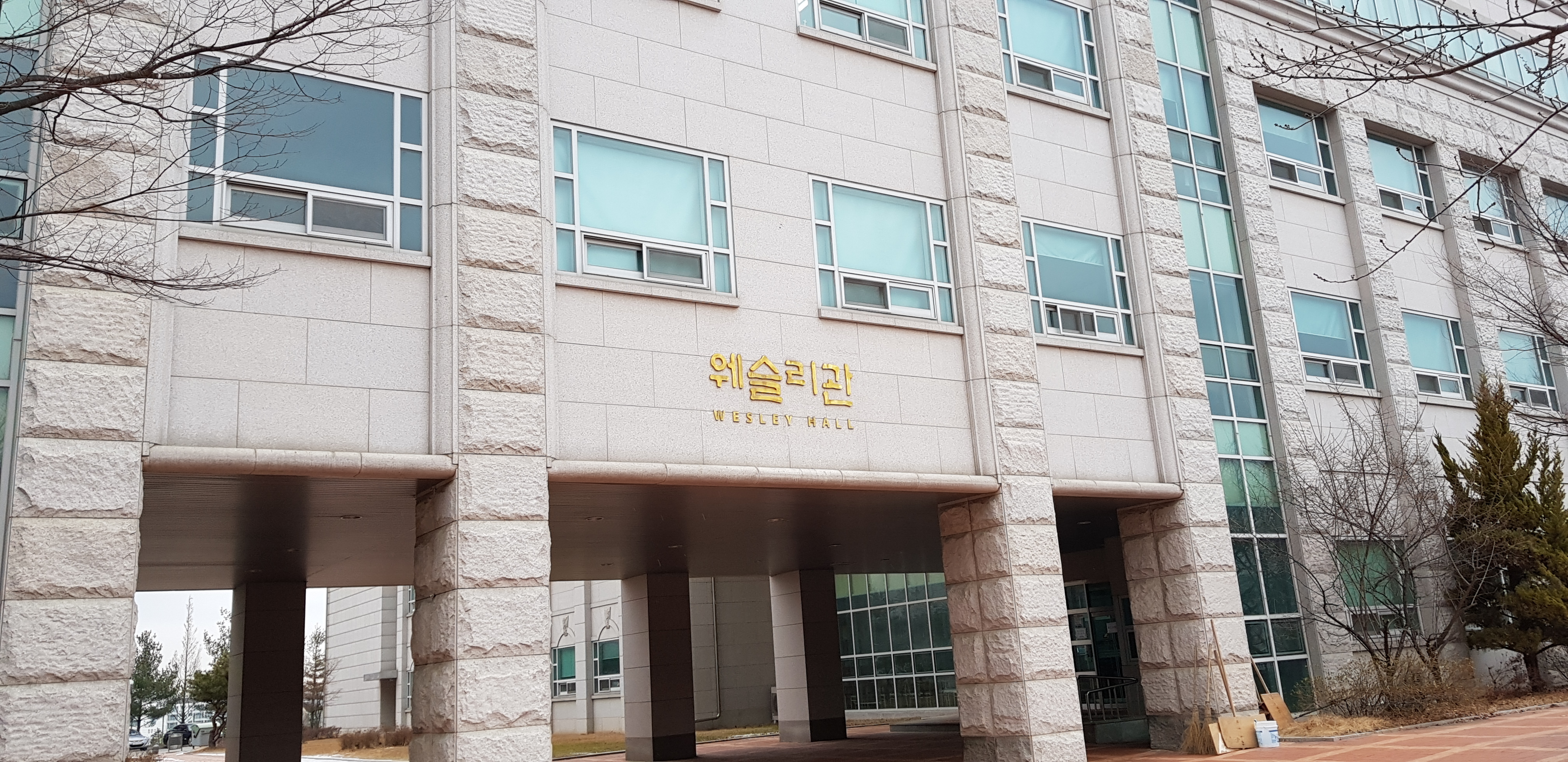
협성대학교 웨슬리관

협성대학교는 대한민국 경기도의 사립 대학으로, 상리에 캠퍼스가 위치한다. 캠퍼스 내 약 15동의 건축물이 위치하고 있다. 캠퍼스 동북부  일대 수평 방향으로 최백루로가 지나가며, 캠퍼스 접근이 가능하다. 서부 방면으로 장안대학교가 위치하고 있다. 캠퍼스 남부는 산지가 형성되어 있다.